# 卡尼 (堪薩斯州)
卡尼（英語：Caney）是一個位於美國堪薩斯州蒙哥馬利縣的城市。

## 地方資料
根據2020年美國人口普查的數據，卡尼的面積為3.50平方千米，當中陸地面積為3.50平方千米，而水域面積為0.00平方千米。當地共有人口1798人，而人口密度為每平方千米513.71人。